# Gottesackerkirche (Kirchenlamitz)

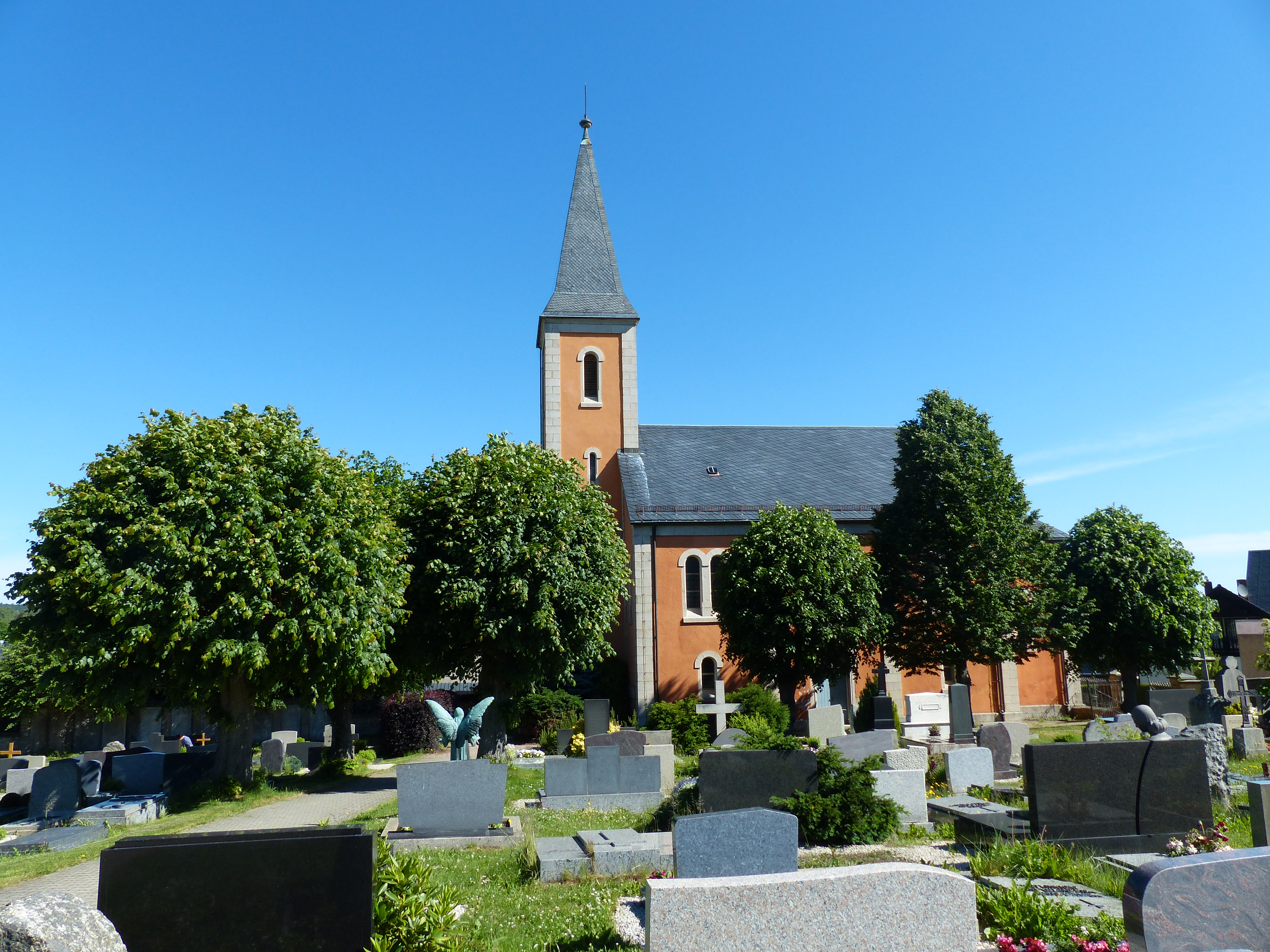
Ansicht der Kirche

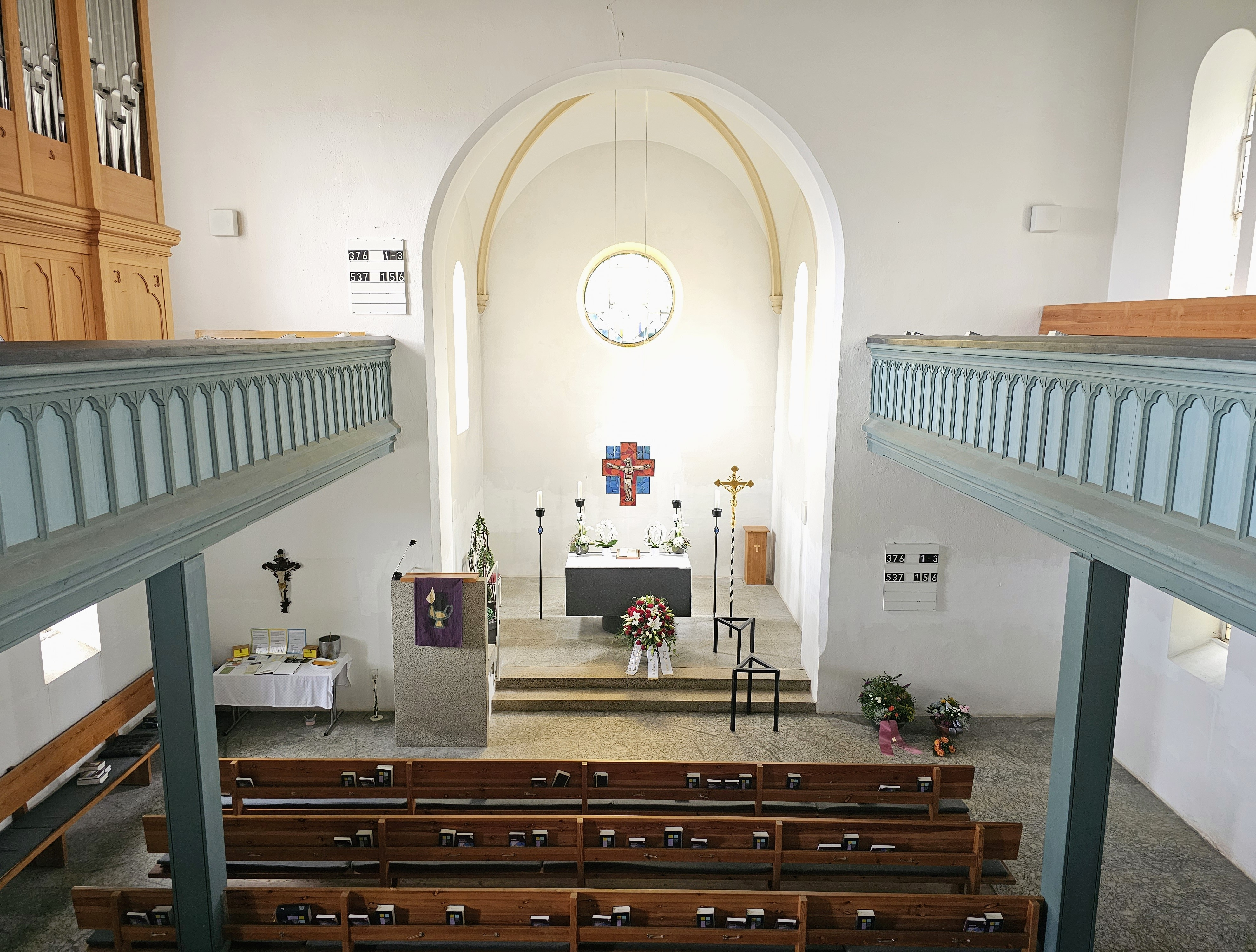
Innenraum (2023)

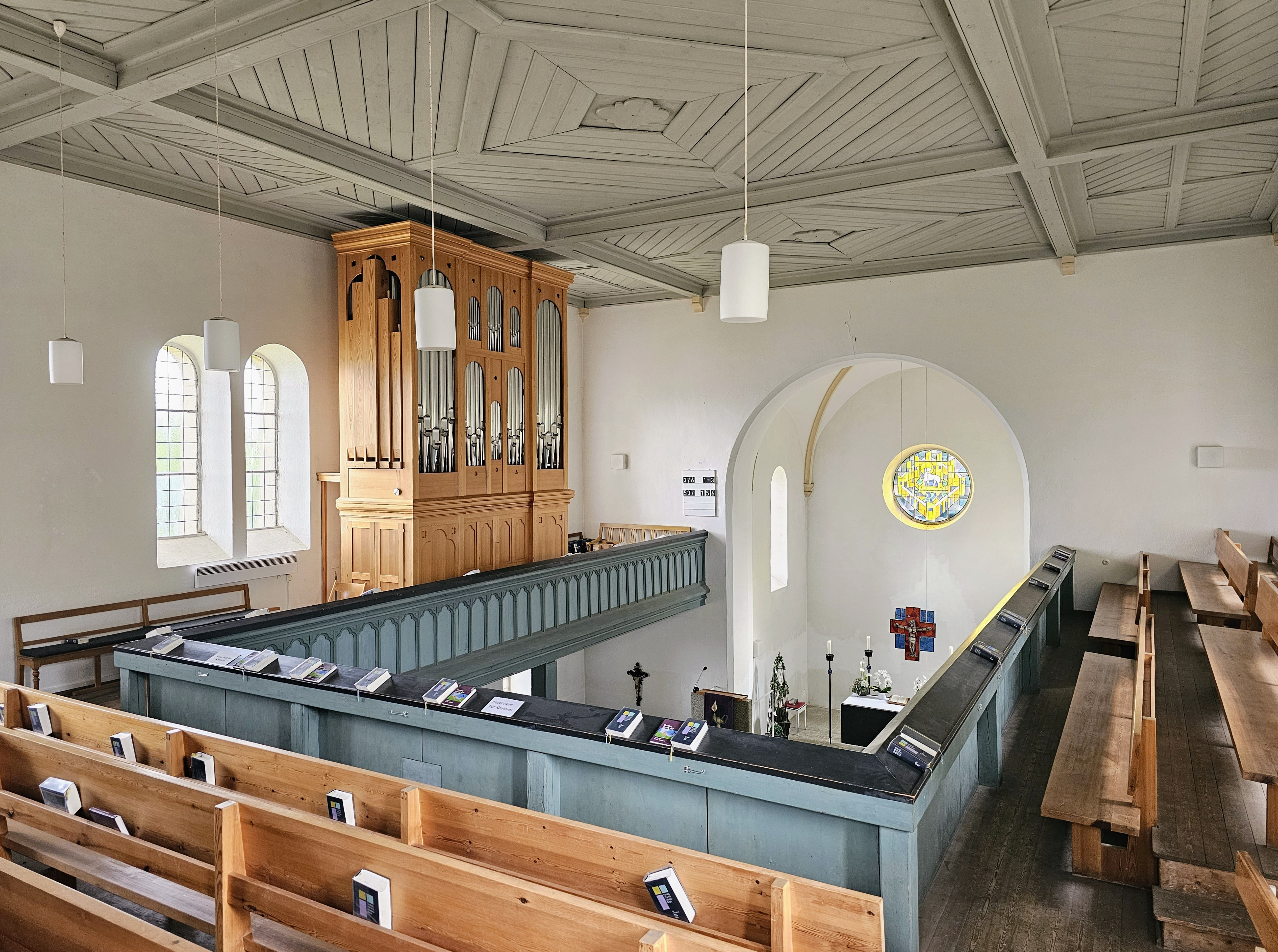
Empore mit Orgel

Die Gottesackerkirche von Kirchenlamitz ist eine evangelische Friedhofskirche in Kirchenlamitz im oberfränkischen Landkreis Wunsiedel im Fichtelgebirge.
Die Kirche und der Friedhof einschließlich zehn an der Friedhofsmauer angebrachter Epitaphien stehen unter Denkmalschutz. Es sind diverse weitere Grabmäler überwiegend aus dem 17. und 18. Jahrhundert von Pfarrern, Bürgermeistern oder markgräflichen Bediensteten bekannt, die sich noch Ende des 18. Jahrhunderts in der Stadtkirche befanden.
Bei dem zum Ende des 15. Jahrhunderts angelegten Friedhof wurde 1660 mit dem Bau einer Friedhofskirche begonnen. Der Kirchenlamitzer Vikar Wilhelm Löhe predigte in ihr, als die Stadtkirche abgebrannt war und wieder aufgebaut werden musste. 1893 wurde die alte Kirche abgerissen und ein Neubau errichtet. Im Jahr 1962 erfolgte eine umfassende Renovierung. Die Orgel wurde 1990 von Werner Bosch Orgelbau erbaut. Sie verfügt über 11 Register und einen Vorabzug auf zwei Manualen und Pedal.